# Калінін Віктор Григорович
Віктор Григорович Калінін (рос. Виктор Григорьевич Калинин; 18 вересня 1946, Залєсово, Алтайський край) — російський живописець, художник монументально-декоративного мистецтва.

## Життєпис
Закінчив Художнє училище в Горькому (1965), потім Московське вище художньо-промислове училище (1971). Дипломну роботу виконував під керівництвом Г. М. Коржева. З 1974 року є членом Спілки художників СРСР (нині Спілки художників Росії). З 1966 року бере участь у виставках в Росії і за кордоном (США, Франція, Англія, Норвегія тощо), в тому числі провів п'ятнадцять персональних виставок. З 1995 року дотепер викладає в Московському художньо-промисловому університеті імені Строганова.
Відзначений Срібною медаллю Російської академії мистецтв (2000). Дійсний член Російської академії мистецтв (2007).
Основні роботи: «Поет Сергій Чекмазов» (1977), «Осінь алтайських хліборобів» (1980), «Осінь 1941 року» (1981), «Поети. Микола Заболоцький і Симон Чіковані під час перекладу на російську мову класиків грузинської поезії» (1982), «Старий біля печі» (1984), «Дитинство» (1985), «Гості» (1986), «Сім'я» (1987), «Зима» (1988), «В майстерні» (1988), «Благовіщення» (1989—1999), «Ангел» (1990), «Відпочинок» (1991), «Село Залєсово» (1992), «Афон» [Архівовано 8 серпня 2014 у Wayback Machine.] (1995), «Сон» (1996), «Двір» (1997), «Відображення» (1998), «Портрет Маші» (1999), «Криниця» [Архівовано 12 серпня 2014 у Wayback Machine.] (2001), «Межі» (2002).
Автор вітражів фасаду московського готелю «Космос» (1972—1980), виконував вітражі і рельєфи для московських будинків.
Роботи Калініна знаходяться в постійній експозиції Державної Третьяковської галереї (Москва), Державного Російського музею (Санкт-Петербург), в Музеї Людвіга (Кельн), в Jane Voorhees Zimmerli Art Museum (Нью-Джерсі, США), в інших музеях Росії і за кордоном, в багатьох приватних колекціях.